# Aeroporto di Naga
L'aeroporto di Naga (tagallo: Paliparan ng Naga) (IATA: WNP, ICAO: RPUN), definito come principale di classe 1 dalle autorità dell'aviazione civile filippina, è un aeroporto filippino situato nella regione di Bicol, nella provincia di Camarines Sur, a 10 chilometri dal centro della città di Naga. La struttura è dotata di una pista di asfalto lunga 1402 m, l'altitudine è di 43 m, l'orientamento della pista è RWY 04-22. L'aeroporto è aperto al traffico commerciale.